# 南徳川駅
南徳川駅（ナムドクチョンえき）は朝鮮民主主義人民共和国平安南道徳川市にある、朝鮮民主主義人民共和国鉄道省平徳線および徳南線の駅。

## 隣の駅
朝鮮民主主義人民共和国鉄道省
平徳線
済南駅 - 南徳川駅 - 徳川駅
徳南線
南徳川駅 - 徳南駅